# Livingston (Louisiana)
Livingston is een plaats (town) in de Amerikaanse staat Louisiana, en valt bestuurlijk gezien onder Livingston Parish.
Livingston is een van de twee locaties van het zwaartekrachtgolfobservatorium LIGO.

## Demografie
Bij de volkstelling in 2000 werd het aantal inwoners vastgesteld op 1342.
In 2010 is het aantal inwoners door het United States Census Bureau geteld op 1769.

## Geografie
Volgens het United States Census Bureau beslaat de plaats een oppervlakte van
8,1 km², geheel bestaande uit land.

## Plaatsen in de nabije omgeving
De onderstaande figuur toont nabijgelegen plaatsen in een straal van 24 km rond Livingston.